# 1081
1081 (MLXXXI) fue un año común comenzado en viernes del calendario juliano.

## Acontecimientos
- 4 de abril: Alejo I Comneno asciende al trono de Bizancio.
- Comienza la construcción de la Catedral de San Knud en Odense, Dinamarca.
- Los turcos selyúcidas establecen su capital en Nicea.
- 8 de mayo: Alfonso VI de León contrae matrimonio con Constanza de Borgoña.
- Almutamin, rey taifa de Zaragoza.

## Nacimientos
- Sulaymán ben Hud al-Musta'in, rey hudí de la taifa de Zaragoza.
- 24 de junio - Urraca I, reina de León y Castilla
- 1 de diciembre: Luis VI de Francia.

## Fallecimientos
- Nicéforo III Botaniates, emperador de Bizancio.
- Boleslao II el Generoso, rey de Polonia.